# John Coffey (rugby à XV)
Pour les articles homonymes, voir John Coffey.
Pas d'image ? Cliquez ici

b Matchs officiels uniquement.
Dernière mise à jour le 14 juin 2025.
John James Coffey, né le 6 mai 1877 à Dublin et mort le 28 septembre 1945 dans la même ville, est un joueur irlandais de rugby à XV évoluant au poste de troisième ligne pour l'Irlande.

## Biographie
Né à Dublin, John Coffey dispute son premier test match le 3 février 1900 contre l'Angleterre et son dernier le 28 mars 1910 contre la France. Il joue 19 matchs comme troisième ligne.

## Palmarès
- Victoire dans le Tournoi britannique de rugby à XV 1906.

## Statistiques en équipe nationale
- 19 sélections pour l'Irlande.
- Sélections par année : 1 en 1900, 1 en 1901, 3 en 1902, 3 en 1903, 4 en 1905, 4 en 1906, 1 en 1907, 1 en 1908, 1 en 1910.
- Participation à huit tournois britanniques en 1900, 1901, 1902, 1903, 1905, 1906, 1907, 1908.
- Participation à un Tournoi des Cinq Nations en 1910.